# Diocèse de Badulla
 (avril 2021).
Si vous disposez d'ouvrages ou d'articles de référence ou si vous connaissez des sites web de qualité traitant du thème abordé ici, merci de compléter l'article en donnant les références utiles à sa vérifiabilité et en les liant à la section « Notes et références ».
Le diocèse de Badulla est une circonscription ecclésiastique de l’Église catholique au Sri Lanka. 

## Histoire
Le diocèse de Badulla est assez récent, car il n'a été créé qu'en 1972. Avant, la communauté catholique de Badulla n'était pas assez grande, la religion principale du Sri Lanka étant le bouddhisme. 

## Organisation
Son siège est la cathédrale Sainte-Marie de Badulla.